# Brenner-Tumor
Der Brenner-Tumor (Fritz Brenner (1877–1969), Pathologe, Osthofen) ist meist ein gutartiger, selten (0,5–9 %) bösartiger, rundlicher derber, bis mehrere Zentimeter großer Tumor der Eierstöcke (Ovarien), der sich bevorzugt bei Frauen jenseits des 50. Lebensjahres manifestiert und in einem Teil der Fälle Östrogene produzieren kann.
Weil er häufig sehr klein ist (unter 2 cm) stellt er nicht selten einen reinen Zufallsbefund bei einem aus anderen Gründen entfernten Ovar dar.
Histologisch zeigen sich häufig umschriebene Inseln von Urothel, welche von fibrosiertem Stroma umgeben sind.
Er wurde zuerst von Ernst Orthmann 1899 beschrieben und 1907 von Fritz Brenner.

Brenner-Tumor